# 栢本ての
栢本ての（かやもと ての、英語: Teno Kayamoto、2004年〈平成16年〉1月19日 - ）は、日本の歌手、シンガーソングライター。アコースティックセッションユニットの「ぷらそにか」メンバーとしても活動。

## 経歴
2004年生まれ。中学1年生でアコースティックギターに出会い、高校1年生から作詞作曲をはじめ、ライブハウスにて歌いはじめる。
2020年7月 - 8月には、Sony Musicが主催する新人アーティスト養成講座「the LESSON」へ9期生として参加。
2021年、YouTubeにカバー動画を投稿しているアコースティックセッションユニット「ぷらそにか」に加入。
2022年4月、女性Voアーティストonlyのサーキット型フェス HUG ROCK FESTIVAL 2022 GWにミュージッククリエイターマガジンBIG UP!枠から出演アーティストに選ばれる。
2023年2月、ミュージッククリエイターマガジンBIG UPのPICK UPアーティスト。
2023年6月、10代限定の夏フェス マイナビ閃光ライオット2023フェスティバルで3674組から3次審査へ進出する39組に選ばれる。

## ディスコグラフィ

### シングル

#### 配信限定シングル
|     | 配信日       | タイトル | 規格                   | 収録作品 |
| --- | ------------ | -------- | ---------------------- | -------- |
| 1st | 2023年2月9日 | 深層     | デジタル・ダウンロード | 深層     |

### アルバム

#### ミニ・アルバム
| #  | タイトル               | 作詞 | 作曲・編曲 |
| -- | ---------------------- | ---- | ---------- |
| 1. | 「ノクターン」         |      |            |
| 2. | 「浪漫奇譚」           |      |            |
| 3. | 「そこに愛があるなら」 |      |            |

| #  | タイトル                     | 作詞 | 作曲・編曲 |
| -- | ---------------------------- | ---- | ---------- |
| 1. | 「声のなすまま歌のなるとき」 |      |            |
| 2. | 「深層」                     |      |            |
| 3. | 「芝居」                     |      |            |
| 4. | 「泡沫のまち」               |      |            |
| 5. | 「一角獣」                   |      |            |